# NGC 5746
NGC 5746 (również PGC 52665 lub UGC 9499) – galaktyka spiralna z poprzeczką (SBb), znajdująca się w gwiazdozbiorze Panny. Odkrył ją William Herschel 24 lutego 1786 roku.

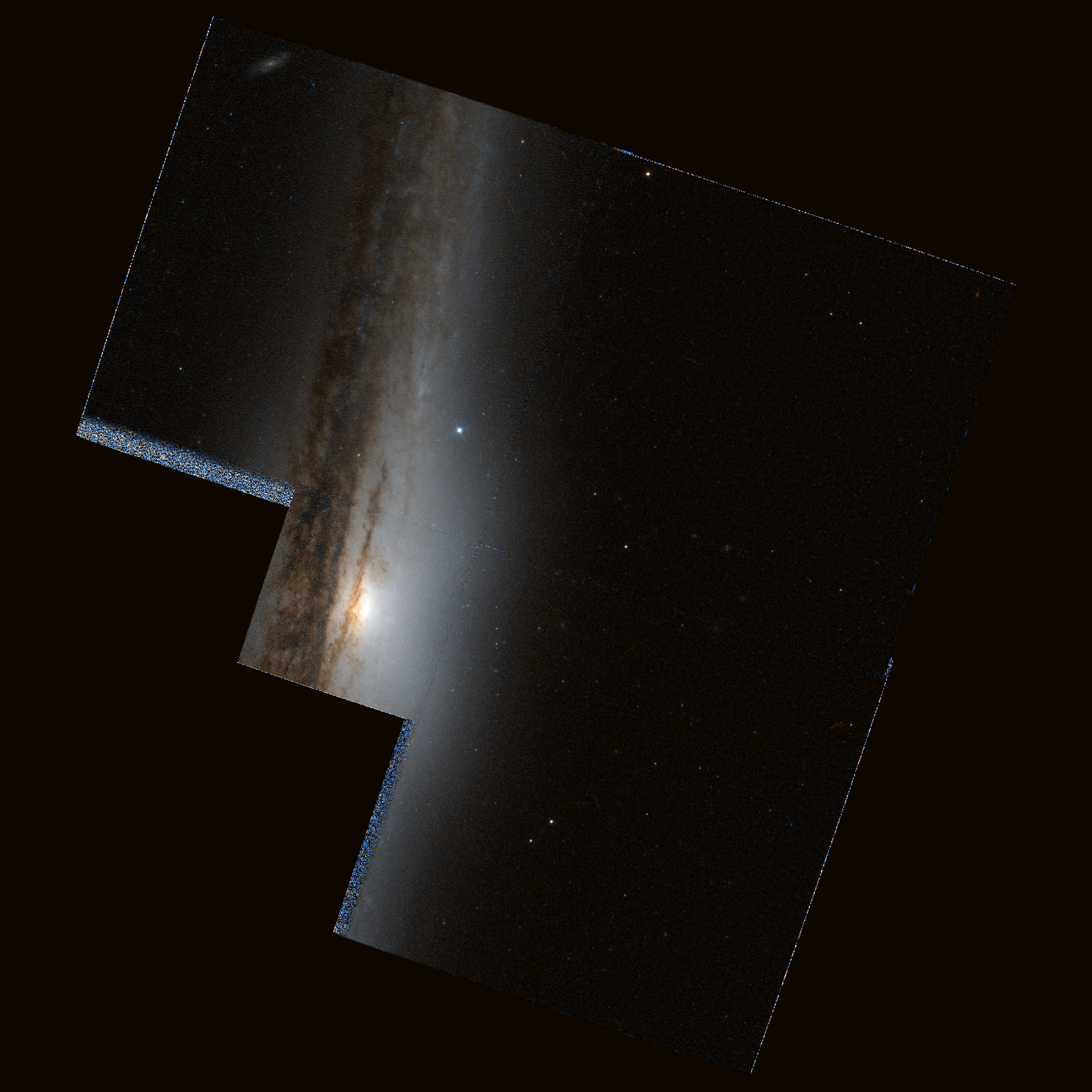
Jądro galaktyki i otaczający je pierścień pyłu, zdjęcie z Teleskopu Hubble’a

W galaktyce tej zaobserwowano supernową SN 1983P.